# ماكسيميليان ويلزمولر
ماكسيميليان ويلزمولر (بالألمانية: Maximilian Welzmüller)، (مواليد 10 يناير 1990) هو لاعب كرة قدم ألماني محترف يلعب كلاعب خط وسط لنادي بايرن ميونخ الثاني الألماني.